# Lepidodactylus herrei
Lepidodactylus herrei este o specie de șopârle din genul Lepidodactylus, familia Gekkonidae, descrisă de William Randolph Taylor în anul 1923. A fost clasificată de IUCN ca specie cu risc scăzut.

## Subspecii
Această specie cuprinde următoarele subspecii:
- L. h. medianus
- L. h. herrei